# Tramwaje w Kalgoorlie
Tramwaje w Kalgoorlie − zlikwidowany system komunikacji tramwajowej w australijskim mieście Kalgoorlie, działający w latach 1902−1952. 

## Historia
W celu budowy i eksploatacji tramwajów w Kalgoorlie i Boulder założono spółkę Kalgoorlie Electric Tramways Limited. Tramwaje w Kalgoorlie uruchomiono w maju 1902. W 1905 w Kalgoorlie było kilka tras tramwajowych: do Outridge Terrace, Lamington Heights, Collins St., Kalgoorlie Railway Station, Hannan St., Kalgoorlie Racecourse i South Kalgoorlie. Dodatkowo istniała podmiejska linia tramwajowa z Kalgoorlie do Boulder, oraz linie tramwajowe w samym Boulder: Kamballie, Fimiston, Hopkins St. i do Boulder Racecourse. Łącznie wówczas było 23,9 km tras, które w większości były dwutorowe. Po zakończeniu I wojny światowej zlikwidowano kilka tras tramwajowych z powodu nierentowności. W latach 30. XX w. poprawiła się sytuacja tramwajów, wówczas poddano przebudowie i remontom wagony tramwajowe. W 1936 zlikwidowano jedną z linii tramwajowych, po tym gdy okazała się za droga budowa linii tramwajowej z Fimiston do Chaffers. W tym czasie zlikwidowano jeszcze dwie linie: Kamballie - Fimiston i do Boulder Racecourse. Na obu liniach uruchomiono autobusy. Po II wojnie światowej operator tramwajów, spółka Kalgoorlie Electric Tramways company została przejęta przez Eastern Goldfields Transport Board. Firma ta zlikwidowała tramwaje w Kalgoorlie 10 marca 1952. 

## Tabor
Lista eksploatowanych tramwajów:
- wagony silnikowe:

| Numery wagonów | Data produkcji | Pojemność |
| -------------- | -------------- | --------- |
| 1−15           | 1902           | 28        |
| 16−25          | 1902           | 56        |
| 1−4            | 1930           | 36        |
| 8, 9           | 1931           | 56        |
| 11, 12         | 1933           | 75        |

Wagony o nr 16−20 w 1904 poddano przebudowie. 
- wagony doczepne:

| Numery wagonów | Data produkcji | Pojemność |
| -------------- | -------------- | --------- |
| 1, 2           | 1902           | 40        |
| 3−7            | 1904           | 36        |